# BG〜身辺警護人〜
『BG〜身辺警護人〜』（ビージー しんぺんけいごにん）は、2018年から2020年までテレビ朝日系「木曜ドラマ」枠（木曜 21時 - 21時54分）で放送されていたテレビドラマシリーズ。主演は木村拓哉。
第1章は2018年1月18日から3月15日まで放送。
第2章は2020年4月16日から放送予定だったが、新型コロナウイルスの感染拡大の影響で放送が延期され、6月18日から7月30日まで放送された。

## あらすじ
第1章
かつては、有名サッカー選手のボディーガードを務めていた島崎章は、今は日ノ出警備保障の警備員として平凡な日々を送っていた。ある日、島崎は社長の今関重信に呼びだされ、新設された身辺警護課への異動を命じられる。
逡巡しながらも、ボディーガードの仕事を再開した島崎ら身辺警護課の初仕事は、隅田川マラソン主催者のサスケフーズ会長・大久保佐助の警護だった。大久保は、マラソンの号砲係を厚生労働大臣の立原愛子に依頼していたが、立原に脅迫状が届いたため、テロに巻き込まれる怖れがあるとして、日ノ出警備保障に警備を依頼してきたのだ。同僚の高梨雅也と共に大久保の所に赴いた島崎はマラソン大会を欠席するよう促すが、大久保からマラソン大会への思い入れを聞かされ、警備を快諾する。
高梨は慎重策をとる島崎を臆病と非難するが、島崎は「臆病さを知らないのはただの無鉄砲で、クライアントをかえって危険にさらす」と反論する。怒った高梨は元の部署に戻ってしまい、島崎が現場の指揮をとることになる。
マラソン大会当日、会場の一画から煙があがり、現場は大混乱となる。島崎は上司の村田五郎らに大久保を、かねてから調べていた秘密の通路を使って逃がすよう依頼する一方、自らは他の爆発物がないか調査に向かう。そのとき、島崎はSPをまいて、1人でいる立原を目撃する。立原は雑誌記者の犬飼から呼び出されており、犬飼は「脅迫状は立原の自作自演で、自分は立原のために爆発騒ぎを起こしてやったのだ」と叫ぶ。犬飼と交戦しつつ立原を逃がそうとする島崎のもとに、警視庁SPの落合義明らが駆けつけ、島崎は落合の助力を得て、犬飼の身柄をおさえる。落合は島崎に「民間警護は役に立たない」と言い放つが、島崎は「武器を持たないほうが対象を安全に保てる場合もある」と反論し、その場を去る。
そのころ、高梨は島崎の過去を密かに調べ始めていた。
第2章
日ノ出警備保障はIT系総合企業「KICKS CORP.」に買収され、島崎、高梨、菅沼、沢口もまたKICKSガードの身辺警護課でボディガードの仕事を続けていた。冒頭では早速、桑田議員議員生活20周年記念パーティーの警護をしており、ボーイに扮した暴漢を撃退する。
記念パーティーの業務終了後、会社に戻った島崎宛てに、千葉中央刑務所服役中の松野から身辺警護を依頼する手紙が届く。しかし、それを見た上司の小俣から、VIP以外の警護はしないというKICKS CORP.社の方針を諭され、島崎は憮然とする。社長の劉光明に直接聞いても同じ答えを返されてしまう。
帰宅途中、桑田議員のパーティーで撃退したはずの暴漢が桑田の秘書から封筒を受け取っているところを島崎は目撃する。その暴漢を尾行して受け取った封筒について問い詰めると、それは報酬の現金であり、桑田及びKICKS CORP.から依頼されたサクラであると自白する。
島崎が社長の劉にやらせの襲撃事件について問い質すと、肯定も否定もせず、社長の方針を支持できなければ会社を辞めてもらって構わないと解雇宣告される。それに対して島崎も辞職を申し出る。
その後、松野を関東工科大学へ連れて行く警護の最中、島崎が既に島崎警備として独立して会社事務所を持っていること、島崎の退職に納得できない高梨が事務所を尋ねて島崎の仕事に巻き込まれていくところが描かれ、第２章が動き出していく。

## キャスト
★（警護対象者）

### 島崎警備
島崎章（しまざき あきら）〈45 → 47〉
演 - 木村拓哉
経歴：ボディーガード（第1章第1話）
→ 日ノ出警備保障交通誘導警備課（第1章第1話）
→ 日ノ出警備保障身辺警護課（第1章）
→ KICKSガード身辺警護課A班 班長（第2章第1話）
→ 島崎警備 社長（第2章）
第2章時点で47歳。元交通誘導警備課。プロサッカー選手・河野純也の元ボディーガード。空港で落下事故が起こった際にクライアントである河野より子供の救助を優先させたため、河野が足を負傷し引退することとなった。その責任をとる形でボディーガード（4号警備）を辞職し、交通誘導員（2号警備）として働いていた。今関の指示により、逡巡しながらもボディーガードの仕事を再開する。身辺警備課の他のスタッフには過去を隠し新人のふりを続けていたが、河野から警備依頼が来たことで過去が周囲に発覚してしまう。
妻・仁美と離婚した後、息子・瞬と暮らしているが、なかなかコミュニケーションが取れないでいる。
KICKSガードではA班の班長をしていたが、警護の現場を弄ぶような行為をはたらいた劉光明と決裂し退職。その後自身で『島崎警備』を立ち上げ、のちに合流した高梨とともに警護案件を担う。
クライアントを護るためなら負傷をも厭わず、毎回何らかの形で怪我を負っている。観察力にも優れ、警護中に気になる点を見つけた際には「間違ってたらすいません」と前置きしたうえで自身の見解を述べる。
高梨雅也（たかなし まさや）
演 - 斎藤工
経歴：自衛官
→ 日ノ出警備保障現金輸送警備課（第1章第1話）
→ 日ノ出警備保障身辺警護課（第1章）
→ KICKSガード身辺警護課A班（第2章第1話 - 第2話）
→ 島崎警備 社員（第2章第2話 - ）
元現金輸送警備課。初仕事の前に警備に対する考え方の違いで島崎と対立し元の部署に戻ってしまう 。その後、村田の説得を受けて身辺警護課に復帰する。
元自衛隊員で、臆病な後輩とともに山岳訓練をしていて後輩が負傷し除隊、その責任を感じて辞職した。小さい頃に2年間、ピアノを習った経験がある。
その後、KICKSガードを辞め島崎警備に入社。以降は島崎に対し時折タメ口で会話するようになっている。菅沼と恋仲になっており、自身がKICKSガードを退社したことで擦れ違いになるが、劉から「彼女（菅沼）の心の中にはまだ君がいる」と言葉をかけられ、島崎に対して彼女との結婚を考えている旨の発言をしている。

### 身辺警護課
菅沼まゆ（すがぬま まゆ）
演 - 菜々緒
経歴：日ノ出警備保障保安警備課（第1章第1話）
→ 日ノ出警備保障身辺警護課（第1章）
→ KICKSガード身辺警護課A班（第2章第1話）
→ KICKSガード身辺警護課A班 班長（第2章第1話 - 第3話）
→ KICKSガード身辺警護課A班 班長兼役員（第2章第3話 - ）
元保安警備課。運動神経もスタイルも抜群の美人。請け負った仕事の報酬額に反応することが多く、出来るだけ報酬の高い仕事を受けたいと思っている。また、独自の持論を振り回す高梨にいらだつことが多い。過去に男に騙され金銭を取られた事がある。
島崎がKICKSガードを退職後に空席になっていたA班の班長に抜擢される。劉から役員として迎えたいと言われ、引き受ける。高梨と恋仲に発展しており、彼が島崎を追いかけてKICKSガードを退社したことで擦れ違いになるが、実際は誰よりも彼を気にかけている。
沢口正太郎（さわぐち せいたろう）
演 - 間宮祥太朗
経歴：日ノ出警備保障危機管理課（第1章第1話）
→ 日ノ出警備保障身辺警護課（第1章）
→ KICKSガード身辺警護課A班（第2章）
元危機管理課。就職活動に失敗して、唯一内定をもらって渋々就職した先が警備会社だった。ノリが軽い。
退職した島崎と高梨のことを気にかけており、交際中の凪子のストーカー問題を巡って一時二人と疎遠になるが、桑田議員の件で再び連絡を取り合うようになり、小俣の指示よりも島崎や高梨、菅沼のことを支持した。
白井隆太
演 - 和知龍範（第2章）
KICKSガード身辺警護課B班。島崎と高梨が退職後はA班所属になる。
河津紅
演 - 竹崎綾華（第2章）
KICKSガード身辺警護課B班。島崎と高梨が退職後はA班所属になる。
小俣健三（おまた けんぞう）
演 - 勝村政信（第2章）
経歴：警視庁警護課
→ KICKSガード身辺警護課（第2章）
→ 別の警備会社（第2章最終話）
課長。警視庁警護課出身。
前任の村田とは対照的に島崎や高梨のことを快く思っていない。
桑田や加藤と結託して劉を潰すべく動いていたが、逆に島崎たちに制されることとなり、その後は別の警備会社に就職する。

### 身辺警護課の職場関係者
村田五郎（むらた ごろう）〈50〉
演 - 上川隆也（第1章 / 第2章第1話〈写真〉・最終話〈回想〉）
経歴：警視庁警護課
→ 日ノ出警備保障身辺警護課（第1章）
→ 故人（第1章第7話）
課長。新設された身辺警護課に集まった個性的なメンバーを取りまとめる存在。元警察官で警視庁警護課で外務大臣担当のSPを勤めていたが、外務大臣を襲撃した過激派に対して発砲した責任を取り辞職した。かつての部下である落合からは「ムラさん」と呼ばれている。しかし、五十嵐と立原の会食の場を襲撃した植野が島崎に拳銃を向けた際、咄嗟にかばったため左足に銃撃を受けてしまう。そして病院へ搬送中の救急車内で島崎と談笑するさなか容態が急変し、息を引き取った。
死後、五十嵐と警察の失態を隠すため、「植野を挑発して、逆に射殺された」という汚名を着せられたが、民事党の党大会会場で、落合が五十嵐の暴言とそれを制止する村田の発言を録音した音声データを公表したことにより事件の真相が明らかとなり、汚名が雪がれる。
今関重信（いまぜき しげのぶ）
演 - 永島敏行（第1章）
民間警備会社・日ノ出警備保障の社長。足が不自由で、車いすを使用している。
劉光明（りゅう こうめい）
演 - 仲村トオル（第2章） ★
IT系総合企業「KICKS CORP.（キックスコーポレーション）」の社長。日ノ出警備保障を買収する。
2015年5月、自宅に強盗が侵入して婚約者のカミーラ・ベラが銃撃され3か月後に死亡した。
桑田議員のことを知りすぎたためはめられ、事情を聞きにきた刑事から逃走し島崎に警護を依頼する。駿河飛行場からロスへの中継用の小型飛行機で国外逃亡しようとするが、考えを変え桑田邸に行き桑田と対面したあと警察に出頭する。保釈金3000万円を出し釈放される。KICKS CORP.の社長は辞職。
笠松多佳子（かさまつ たかこ）
演 - 市川実日子（第2章）
「菊理会 白山総合病院」の整形外科副部長。身辺警護課の契約担当医。
夫の佐々木昭人は警察官だったが新婚3か月の時に死亡している｡

### 政治家
立原愛子（たちはら あいこ）〈46〉
厚生労働大臣→川崎市議会議員
演 - 石田ゆり子（第1章） ★
厚生労働大臣。人気ニュースキャスターだったが、8年前に衆議院議員総選挙に立候補し、男性有権者から多くの支持を得てトップ当選した。マスコミから「失言大臣」と批判され、与党内でも問題視されている。大学時代に密かに女児を出産したが、誕生してすぐ里子に出し、その存在はひた隠しにしていた。しかし、娘が結婚すると聞いて、密かに娘の花嫁姿を見るために「隅田川マラソン」のときに身を挺し助けてくれた島崎にボディーガードを依頼したいと考えるようになる。落合から厳重に止められていたが、SPを出し抜いて島崎と結婚式場に駆け付けることに成功し、娘の花嫁姿を見たうえでもう一つの目的も達することに成功する。
鮫島匡一の引退パーティーで彩矢と知り合う。彩矢が社会見学でテレビ局に来ていて、警護中の島崎をてこずらせ女子トイレの個室に閉じこもっていた時に機転を利かして説得し外へ連れ出した。
植野が五十嵐との会食の場を襲撃した事件では、保身のためすぐに真実を明かさなかったが、島崎の懇願によって心を動かされ、大臣を辞職し事件の事実を公表する決心を固めた。そして、事実を公表するため日ノ出警備保障身辺警護課のメンバーと民事党党大会の会場に向かうが、落合の説得を受けて会場から離れ、五十嵐弾劾の役割を落合に託した。その後、島崎に会い「総理大臣を目指している」ことを伝えた。
第2章では川崎市議会議員を務めており、桑田をめぐる一連の騒動が解決した際には新聞の取材に対し島崎らボディーガードに対するコメントを寄せている。
五十嵐映一〈70〉
演 - 堀内正美（第1章）
民事党幹事長。立原が属する派閥の長。問題ばかりを起こし、実績を残せない立原にいらだち、度々彼女を料亭に呼びつけては嫌味を言っている。腹黒い性格で、収賄などの汚職を平気で行っている。
当時の秘書であった植野に今後の補償をする約束で汚職の罪を被せたばかりか、実際はそれさえも嘘として反故にした上で植野をすぐさま切り捨て、後に植野が仕返しに来た際には「なぜ私ばかりがこんな目に遭うんだ」と自分の行いで招いた事を反省せずに開き直り、更には謝罪を求められても応じずに自分は悪くないと正当化し、挙句の果てには「死んで詫びろ」と植野に自殺を強要するなど、悉く冷酷非道な一面も見せている。植野の襲撃から逃れた後、立原と会話した際、闇の世界とつながりがあることを暗ににおわせた。
民事党大会会場で落合が彼の暴言を録音した音声データを公表したことで事件の真相と旧悪が明らかとなり、それがもとで辞職する。
坂上
演 - 桜井聖（第1章）
立原の秘書。
桑田宗司
演 - 小木茂光（第2章） ★
衆議院議員 → 総裁特別補佐（第5話以降）。2020年に議員生活20周年を迎えた。
乙成議員リーク事件の件で議員辞職する。
上原
演 - 白畑真逸（第2章）
桑田の秘書。加藤一馬に襲撃の報酬を渡す。

### 警視庁警備部警護課 (SP)
落合義明（おちあい よしあき）
警視庁警護課→警察庁出向外交官
演 - 江口洋介（第1章 / 第2章最終話〈回想〉）
警視庁入庁後、所轄勤務を経て警護課に配属された。
「民間警護は役に立たない」という持論を掲げ、島崎たち日ノ出警備保障身辺警護課の面々とは真っ向から対立していたが、かつて警護課の上司だった村田が命を落としたうえにあらぬ汚名を着せられたことで、「いざとなったら島崎を消す」と述べて氷川を騙し、最後は島崎たちに協力する形で民事党大会終了間際の大会会場に乗り込み、五十嵐の暴言を録音した音声データを公表した。五十嵐と反社会的団体のつながりが明るみに出たことで落合の行動は不問とされたが、大使館の警備対策官に異動となる。名誉ある栄転とも左遷とも取れる人事であるが、その際に島崎を天上りとして誘うも「身分に関係なく人を守りたい」と断られる。
第2章では警察庁出向外交官を務めており、桑田をめぐる一連の騒動が解決した際には立原とともに新聞の取材を受け、島崎らボディーガードを称賛するコメントを述べている。
氷川修（ひかわ おさむ）
演 - 宇梶剛士（第1章）
警視庁警備部警護課係長。落合のことを快く思っていない。
五十嵐の警護を担当したことが縁で出世し、彼とは一蓮托生の関係にある。そのため、落合が民事党党大会で音声データを公表するのを阻止しようとするが、失敗する。
清田春孝（きよた はるたか）
演 - 阿部進之介（第1章）
落合の部下。立原の担当SP。立原は、警護の評価について直接口にせず、自身の居ないところで、落合に「警護のやり方が悪い」と愚痴っているよう。立原の命令で担当を外されたが、後任が立原を逃がしてしまったことから、彼女が立ち寄りそうな場所で検問を実施する。
本庄
演 - ジョーナカムラ（第1章）
落合の部下。
塚原マサル
演 - 高木悠暉（第1章）
落合の部下。
根本
演 - 出合正幸（第1章）
落合の部下。

### その他
河野純也（こうの じゅんや）
演 - 満島真之介（第1章 / 第2章第1話〈回想〉） ★
以前、島崎がボディーガードを務めていた元プロサッカー選手。彼を「ザッキー」と呼び、ボディーガードを務めていた当時、瞬のためにサイン入りのサッカーボールをプレゼントしているほど親密だったが、空港で天井の落下事故が起こった際に島崎が自身より子供の救助を優先させたため、落ちてきた鉄筋コンクリートの梁で足を負傷し、引退に追い込まれた。それ以来、島崎のことを恨んでいた。
現在はスポーツ系の慈善団体の代表を務めているが、その団体は河野の後援者である白石の創設した詐欺グループで、集めた寄付金を着服しており、河野自身もそれを知りながら詐欺の先棒を担いでいる。海外に高飛びする際に、「島崎だったら、自責の念から自分を警察に引き渡すことはないだろう」という考えから空港までの警備を島崎に依頼する。しかし、立原の情報提供によって空港まで警察の手が伸びており、島崎から自首を勧められた。島崎を言葉巧みに白石のもとに連れて行き、白石の手下らに島崎を痛めつけさせた上で、別の便で高飛びしようと考えていたが、島崎の「俺をクビにしてください」との発言に「お前なんかとっくにクビだ」と答えたことで契約が切れた島崎が白石の手下らを殴り倒したあと、島崎に力づくで連れ出され、後援者によって罪を全て押し付けられていることを伝えられた。その言葉で良心を取り戻し、島崎に「自分の引退は自分が臆病だったためで、島崎に責任はない」旨と、サッカーで悩んでいる瞬へのアドバイスを伝え、警察に逮捕される。
小田切仁美（おだぎり ひとみ）〈47〉
演 - 山口智子（第1章第6話・第7話・最終話） ★
島崎の元妻。1970年11月7日生まれ。
15年前に島崎と結婚し瞬をもうけるが、6年前に離婚する。その後は再婚し、フラワーアレンジメントの仕事をしている。島崎に身辺警護の依頼をしてくる。
植野が五十嵐と立原の会食の場を襲撃した事件に巻き込まれた。
島崎瞬（しまざき しゅん）〈13 → 15〉
演 - 田中奏生
島崎と仁美の息子。中学生。母の再婚生活を邪魔したくないという名目で島崎の家に転がり込む。サッカーが好き。太田詩織に憧れていた。一度は島崎の意向で仁美のもとへ帰されるが、再び島崎と同居するようになる。
最初は父親である島崎のことを「あなた」と呼び、話しかけられても無視をするなどあからさまに毛嫌いしていたが、再び同居を始めて以降は「親父」と呼び、危険な任務を請け負う島崎の身を案じるなど態度を軟化させている。
太田詩織
演 - 新井恵理那（第1章）
島崎がいつも見ているニュース番組のアナウンサー。
中島小次郎
演 - 道枝駿佑（なにわ男子 / 関西ジャニーズJr.）（第2章）
情報工学を専攻している大学生。島崎が事務所を構えている雑居ビルの1階にあるカフェ「ジャンクション」で働いている。
予算3万円で島崎警備のホームページを構築する。就活をやめて大学を卒業したらカフェをやろうとしていたが、彼女に収入が不安定なら別れると言われたため、カフェを辞め一部上場企業を目指して就活する。
加藤一馬
演 - 中村織央（第2章）
「衆議院議員 桑田宗司 議員生活並びに後援会20周年記念祝賀会」で、劉光明がやらせの襲撃に加担させたボーイ。襲撃のあと桑田の秘書の上原から金を受け取る。
元警視庁警備部警護課の巡査長で3年前に若葉和也巡査部長を殴り重症を負わせ停職処分となり警察を辞めている。その後は桑田議員に拾われ汚れ仕事を請け負っている。

### ゲスト
第1章 / 第2章

#### 第1章（2018年）

##### 第1話
犬飼悟〈34〉
演 - 勝地涼（第1章最終話）
「週刊時論」記者。マスコミ内では数少ない立原擁護派で立原から目をかけられている。立原が大臣に就任したときに、自分が送ったメールに使われていたシェイクスピアの文言と同じ文言が脅迫状に使われていたことから、脅迫状を立原の自作自演と考えた。爆弾騒ぎを起こしたうえで、立原から言質を引き出そうとしたが、島崎に身柄を拘束され、警察に逮捕された。
山手華子
演 - 濱田マリ
保険勧誘員。
佐藤雄二
演 - でんでん（第1章最終話）
島崎の交通誘導員時代の同僚。
大久保佐助
演 - 伊武雅刀（第1章第8話） ★
身辺警護課の最初の依頼主となるサスケフーズ会長。立原へのテロに巻き込まれるのを怖れて日ノ出警備保障に警備を依頼する。島崎らの働きぶりを見て若いころの気迫を取り戻す。
村田の死後、村田を誹謗するマスコミの報道を信じず、キャンセルが相次いだ日ノ出警備保障に新商品発表会の警備を依頼する。

##### 第2話
行永辰夫
演 - 田中哲司 ★
人権派の裁判官。一審で死刑判決を下された「老人ホーム殺人事件」の控訴審判決の担当を控えている。「控訴審で無罪判決を出すのでは」と噂され、自宅の自転車が燃やされる被害にあったために、事件関係者や無罪判決反対派のテロを警戒し、警視庁のSPがつけられる。しかし、妻にはSPがつかないため、日ノ出警備保障に妻の警護を依頼する。謹厳実直な性格で「人を裁く裁判官は自らも厳しく律しなければならない」という持論を持ち、家族にも品行方正な生活を送るよう命じている。
行永亜佐美
演 - 大塚寧々
辰夫の妻。自転車が放火される被害に遭った。品行方正な生活を送ることを夫に強要されていることにうんざりし、贅沢品を購入してはそれをトランクルームに隠して憂さを晴らしている。
三上勇作
演 - 石黒英雄
横鉄不動産成城店の社員。妻は、辰夫が1年前に判決を下した「府中ストーカー事件」の被害者。辰夫がこれまでの判例にのっとり、容疑者に軽い判決を出したところ、妻が容疑者の報復を恐れてノイローゼとなり、妊娠中に自殺してしまう。このことで辰夫を逆恨みし、亜佐美に接近して、最終的に殺害しようとした。
高木祥子
演 - 千葉雅子
「老人ホーム殺人事件」の被害者遺族。「控訴審で無罪判決を出すのでは」との噂を知り、裁判所に抗議し、辰夫を襲った。
大谷加奈子
演 - 山口奈緒
三上の婚約者で判決後に結婚。半年前に自殺した。
高柳一矢
演 - 荒川智大
コメンテーター。元プロ野球選手。
源月みつほ
演 - わかばかなめ
コメンテーター。小説家・心理カウンセラー。
郷田喜十郎
演 - 宮川浩明
コメンテーター。帝国新聞特別編集委員。

##### 第3話
坂東光英
演 - 西村まさ彦 ★
かのんが所属する芸能事務所の社長。不良だったかのんを見出し、今日のような人気タレントに育て上げた。かのんの誘拐を表沙汰にしないために（犯人から警察への連絡を厳禁されていたため）、日ノ出警備保障に身代金と自分の警護を依頼する。狂言誘拐の可能性があることがわかると激怒していたが、かのんが無事に戻ってきてからはこれまで通りに接していた。
野々村翔一
演 - 平埜生成
かのんの中学時代の同級生で恋人。借金があり1億円を手に入れるため、かのんに「1億円を手に入れたら結婚しよう」と言い、偽装誘拐を信じ込ませ誘拐した。1億円を奪った後はかのんとの情事の写真をネタにかのんをゆすり口止めさせようとしていたが、島崎との格闘の際に右手に手錠をかけられた挙句に鉄格子に繋がれた状態で誘拐犯として警察に逮捕された。
かのん
演 - 三吉彩花
CMから主演映画までこなす人気タレント。野々村にそそのかされて偽装誘拐に加担する。身代金を手に入れた後は芸能界を引退し野々村と結婚しようと夢見ていたが、彼の真意を聞かされて茫然自失となる。しかし、島崎の決死の行動を見て心を入れ替え、野々村が逮捕された後は、「ドッキリと思っていた」と彼との共謀を否定する。尚、情事の写真はネットにバラまかれずに無事に回収する事が出来た。

##### 第4話
毛利太平
演 - 森田甘路
清田の後任である立原の専任警護人。立原に「検査中は、待合室でお茶でも飲んでいてください」と言われ、待合室に向かった隙に、立原に逃げられてしまった。
崎山敬一郎
演 - 中尾彬（特別出演）
医師会のドン。立原が提案する出産一時金の増額を「単なる人気取り」「子供を産んだことがないキャリアウーマンに何がわかる」と評し、反対している。立原の娘の結婚相手の主賓として結婚式場に赴いたところに立原が現れて、一時は不快感を表明するが、立原がひた隠しにしている秘密を吐露したことで心動かされる。
富川優衣
演 - 山下永夏
立原の大学2年生のときに産んだ娘。別の両親に育てられる。結婚式を挙げた。

##### 第5話
白石剛三
演 - 中村育二
河野純也の後援者。河野が選手生命を絶たれ、荒れた生活をしていたときに面倒をみた縁で、河野を自分の創設した慈善団体の代表に据え、集めた寄付金を着服していた。日本の政界では既に悪い評判がたっており、立原に献金を申し出たときには断られている。河野の滞在したホテルの部屋にわざと詐欺の証拠を残し、彼にすべての罪をなすりつけようとした。

##### 第6話
鮫島匡一
演 - 橋爪功 ★
元内閣総理大臣。76歳。最近、自宅に無言電話がかかっており、不審に思っている。無言電話の主をかつて自分を襲った暴漢と考え、警視庁警護課に身辺警護の延長を申し出るが拒絶され、日ノ出警備保障に警護を依頼する。実は無言電話は喜和子の元夫が彩矢に連絡をとるためにおこなっていたものであったことが島崎らの活躍で明らかになる。また、かつて自分を襲った暴漢は既に死亡しており、鮫島に恨みを抱いていた団体も既に解散していると落合から聞かされ、今までの自分の心配が杞憂であったことを知って茫然自失となった。
鮫島喜和子
演 - 中村ゆり
匡一の娘。夫が事業に失敗した後、借金の肩代わりと引き換えに離婚することを父から命じられる。おっとりした性格でそれゆえ、自立できなかったと考え、彩矢には自立した人間になってほしいと考えている。
鮫島彩矢
演 - 豊嶋花
喜和子の娘で匡一の孫娘。母・喜和子と対照的な性格で、気が強く、思ったことをはっきり口にする。その一方で、父を未だに慕っている側面も持っている。
福永幸生
演 - 笠原秀幸
彩矢の実父。
植野雄吾
演 - 萩原聖人（第1章第7話・最終話）
五十嵐映一の元秘書。収賄の罪を五十嵐の代わりにかぶったにもかかわらず、その後の補償がなされなかったことから、抗議のために五十嵐が古希の祝いを催す料亭に押し掛けたが、落合によって取り押さえられる。その後、密かに拳銃を手に入れ、五十嵐と立原が会食をするレストランに押し掛け、五十嵐に謝罪を要求する。そのとき、島崎・村田・落合の連携プレーによって取り押さえられたが、銃を発砲し、村田にけがを負わせた（村田はその後死亡した）。

##### 第7話
村中翔子
演 - 遊井亮子
仁美の現在の夫の元交際相手。仁美を逆恨みして嫌がらせをし、さらに仁美を襲おうとするが、島崎に取り押さえられる。仁美の現在の夫を「自分のもの」と発言したのに対して、仁美から「（仁美の現在の夫は独立した個人であり）誰のものでもない」と諭され、引き下がる。
小田切聡史
演 - 菊池敏弘
小田切仁美の夫。バイオ系IT企業「東亜テクノサイエンス」取締役。現在は海外出張中。

##### 第8話
村田靖子
演 - 中山忍（第1章最終話）
村田の妻。
村田庸一
演 - 堀家一希（第1章最終話）
村田の息子。
三井
演 - 中野剛
広報課長。
黒川
演 - 慈五郎（第1章最終話）
白井
演 - 久松龍一（第1章最終話）
上記2名は村田親子に嫌がらせをする二人組だが最終話で島崎との格闘の際に負傷し退散した。

##### 最終話
矢沢永吉
演 - 本人 ※特別出演 ★
島崎たちの警護対象者。
新川貴志
演 - 健太郎
新人のBG（島崎たちの後輩）。
篠山広志
演 - 古川悦史
内閣総理大臣。
山根
演 - 大谷典之
ニュース番組「NEWS LEVEL5」の出演者。

#### 第2章（2020年）

##### 第1話
松野信介
演 - 青木崇高 ★
島崎たちの警護対象者。関東工科大学の元講師。3年前の関東工科大学の事件の容疑者として千葉中央刑務所に服役している。元サッカー選手の河野純也と作業場が一緒で、河野から島崎の話を聞き、島崎に出所後のボディーガードを依頼する。
坂上司
演 - 神保悟志
関東工科大学の教授。バクテリア研究の第一人者。3年前に低温実験室の冷却装置が故障したとき液体窒素をまくよう命じたのは松野ではなく坂上だった。坂上は綾子のストーカーで綾子から訴えると言われて事故に見せかけ殺害した。
華絵
演 - 奥村佳代
KICKSガード警護人アルバイト。松野から送られてきた手紙を島崎に渡す。
花山開作
演 - 小須田康人
松野の担当弁護士。
伊丹綾子
演 - 竹島由夏
関東工科大学応用生物学の研究員。坂上たちと南極から持ち帰った氷柱に含まれるバクテリアを研究していた。だが3年前の2017年6月22日に、低温実験室の冷却装置が故障して氷柱が溶け始めたため坂上の指示で液体窒素をまくが、実験室内の酸素が欠乏して窒息死する。
伊丹勇人
演 - 川郷司駿平
綾子の弟。綾子が死んだのは松野のせいだと思っている。
須藤寧
演 - 岡田正 ★
会長。
須藤保
演 - 山川ありそ
須藤の次男。20代で長髪。高梨たちに不審者と間違えられ高梨の足を蹴る。

##### 第2話
守尾恵麻
演 - 川栄李奈（幼少期：丸山澪） ★
島崎たちの警護対象者。全盲の天才ピアニスト。5歳の時に事故で視覚を失い、その事故で父も亡くなる。母は3年前に亡くなっている。
無事ポーランドに行き、国際ピアノコンクールで準優勝する。
守尾美和
演 - 谷村美月（幼少期：石橋萌香）
守尾恵麻音楽事務所の社長。恵麻の姉。恵麻のマネジメントもしている。中学まで教会のピアノ教室に通っていた｡
桜井祐司
演 - 阿部翔平
以前まで熱心に恵麻の指導をしていた先生。美和の元恋人。桜井が指導をやめてから恵麻が成長したのが面白くなく、美和と結婚できなかったのは恵麻のせいだと思い、狩猟用のスリングショットで恵麻を襲うが高梨に取り押さえられる。
通訳（役名なし）兼ピアノ演奏監修
演 - 木米真理恵

##### 第3話
道岡三郎
演 - 豊原功補 ★
島崎たちの警護対象者。投資家。投資詐欺の疑いで逮捕されたが嫌疑不十分で不起訴となり釈放される。警察署付近の路上で詐欺被害者に襲われアキレス腱を断裂する。
小暮裕太
演 - 長谷川朝晴
道岡の秘書。11年前に前の会社で人間関係に悩んでいた時に道岡の投資セミナーに行ったのがきっかけで道岡の秘書になる。
湯川匡彦
演 - 木村了
理学療法士。自ら手を挙げ道岡の手術後のリハビリを担当する。姉の里奈は3年半前に道岡の投資詐欺に遭い自殺している。道岡は湯川を被害者の会で見ていて、被害者の弟だということに気づいていた。
住野凛子
演 - 宮地雅子
販売人。道岡にだまされて死んだ吉村一也の母。
鈴木
演 - 田邊和也
脇永議員の手下。脇永の代弁で道岡のことは一切存じ上げないと言う事を本人に伝える。
戸上
演 - 池浪玄八
白山総合病院の院長。病院に脅迫状が届いたため、笠松多佳子に道岡の治療は考え直すよう提案する。

##### 第4話
生田大輔
演 - 岡田義徳（小学生：田澤泰粋） ★
島崎たちの警護対象者。高2の夏休みから20年間ニートの男。小学校のクラス会の案内が届く。タイムカプセルを同級生に読まれる前に回収するよう教師に頼みにいくため、島崎に自宅から藤ノ宮小学校までの警護を依頼する。
ニートになる前はJリーガーになりたいと言っていたが、タイムカプセルには父の仕事に憧れていて電車の運転士になりたいと書いてあった。
谷口守治
演 - 丸山智己（小学生：深田真弘）
大輔の藤ノ宮小学校の同級生。妻とは1年前に離婚している。
小学6年の時、罰ゲームで大輔に命じられて塩酸を盗んで騒ぎになる。警察まで来て大騒ぎになるが大輔は最後まで自分が命じたことを言わなかった。その後中学受験を失敗し、母が心を病み高校生の時に自殺した。大輔に騙されて以来、人が信じられなくなり人間関係がうまくいかない。
生田三枝子
演 - 梅沢昌代
大輔の母。
生田洋次
演 - 平泉成
大輔の父。電車の運転士をしていたが乗務員の削減で早期退職を勧告されたばかり。親の都合で大学に進学できなかったため、大輔には大学を出て世の中を動かすような人間になってほしいと思っていた。大輔のタイムカプセルを見て本心を知ったあと、体裁ばかり気にしてたのは自分だと気づき大輔に家を出ていくよう言う。
国枝夏子
演 - 仁科あい
瞬の中学校の教師。瞬が友達とのトラブルで肘を打撲したことを島崎に伝える。
道子
演 - 歌川椎子
生田家の近所の住民。犬の散歩中に大輔を久しぶりに見かける。

##### 第5話
角田凪子
演 - 成海璃子 ★
島崎たちの警護対象者。KICKSガード・社長秘書（サブ）。沢口正太郎の彼女（破局）。3か月前からストーカーに狙われているため、防犯ブザーを複数持っている。
岩田一也
演 - 三宅弘城
KICKSガード・社長秘書（第一）。凪子のストーカー。ストーカー行為は全てふりで、凪子にアクセスを許可した資料の中に劉光明が桑田議員に政界関係者の警備データを渡した証拠が紛れ込んでいたため、その証拠を破棄しようとした。凪子への不祥事で第一秘書の職を解かれ自宅待機になり、香港KICKSにポストを用意される。

##### 第6話
佐久間華絵
演 - 名取裕子 ★
島崎たちの警護対象者。カレー店「カレー食堂さくま」のオーナー。夫は先月、玉井充と話をしている最中に心筋梗塞で死亡した。
玉井充
演 - 永沼伊久也
大家の息子。大家が亡くなって充が相続した後、カレー店を発端に華絵を提訴した。
中埜悦子
演 - 阿南敦子
充側の弁護士。
大木義典
演 - 永倉大輔（第2章最終話）
桑田議員が加藤一馬に襲われた事件を捜査している警視庁警備部の刑事（階級は警部補）。
宮口渉
演 - 大川ヒロキ（第2章最終話）
大木と一緒に捜査している刑事（階級は警部補）。
江崎
演 - 乙黒史誠
毎朝新聞社の記者。桑田議員に、乙成議員の奥さんが反社会勢力の関わるパーティーに出席した件をリークしたのは桑田議員だという記事について質問する。
記者
演 - 小山田織音
「カレー食堂さくま」の前で悦子に詰め寄る記者。

##### 最終話
市川海老蔵
演 - 本人 ※特別出演 ★
島崎たちの警護対象者。伝統文化賞を受賞する。
松山
演 - 栗田昌治
静岡県警興津警察署の警察官。静岡県内で検問をしていて、検問に引っかかった島崎の軽トラックを調べる。
岡野
演 - 加瀬信行
静岡県警興津警察署の警察官。松山と一緒に島崎の軽トラックを調べる。

## 用語
※ストーリー内にたびたび登場する施設・会社・組織・部署などを記す。
日ノ出警備保障
第1章の舞台である民間の警備会社。社長は今関重信。部署は交通誘導警備課、現金輸送警備課、保安警備課、危機管理課、そして新設された身辺警護課がある。
KICKSガード
第2章の舞台。日ノ出警備保障がIT系総合企業「KICKS CORP.（キックスコーポレーション）」に買収され「KICKS（キックス）ガード」となる。住所は106-0049 港区南麻布十番1-13-4。
島崎警備
同上（第2話以降）。KICKSガード退社後の島崎が新設。2020年4月15日開業。住所は東京都中央区東日本橋本町3-7-1 2階。正面玄関にカメラを設置しており、誰が訪問したかはスマホで確認できる。

## スタッフ
- 脚本 - 井上由美子
- 音楽 - 髙見優
- エグゼクティブプロデューサー - 内山聖子（テレビ朝日）[56][注 1]
- ゼネラルプロデューサー - 三輪祐見子（テレビ朝日）[56]
- プロデューサー - 川島誠史（テレビ朝日）、秋山貴人（テレビ朝日）、浜田壮瑛（テレビ朝日 / 第2章）、田上リサ（MMJ）[注 8]、山本喜彦（MMJ / 第2章）
- 監督 - 常廣丈太（テレビ朝日）、七高剛
- 演出補 - 伊藤彰記（第１章）
- 警護・SP監修 - 古谷謙一[57]
- 制作協力 - 5年D組（第1章）、MMJ（第2章）
- 制作著作 - テレビ朝日

## 放送日程

### 第1章
- 2018年1月18日 - 3月15日、全9話。
- 初回・第2話・第8話・最終話は15分拡大（21時 - 22時9分）。
- 第7話は10分拡大（21時 - 22時4分）。

| 各話                                                                         | 放送日        | ラテ欄                                           | 監督     | 視聴率 |
| ---------------------------------------------------------------------------- | ------------- | ------------------------------------------------ | -------- | ------ |
| 第1話                                                                        | 2018年1月18日 | 45歳の新人ボディーガード!! 観客2万人の命を守れ   | 常廣丈太 | 15.7%  |
| 第2話                                                                        | 1月25日       | 裁判官夫婦の裏の顔 48時間の命…脱出確率0%の壁!!   | 常廣丈太 | 15.1%  |
| 第3話                                                                        | 2月01日       | 現金1億円を守れ!! 地上50mからの救出              | 七高剛   | 13.4%  |
| 第4話                                                                        | 2月08日       | 女大臣が白昼の密会 禁断の3時間任務!!             | 七高剛   | 13.6%  |
| 第5話                                                                        | 2月15日       | 今度は絶対に守る!! 6年越し…涙の再会              | 常廣丈太 | 14.0%  |
| 第6話                                                                        | 2月22日       | 元総理を守れ! 別れた妻と再会                     | 七高剛   | 14.8%  |
| 第7話                                                                        | 3月01日       | 私を守って…元妻からの依頼! 衝撃の瞬間 涙の別れ!! | 常廣丈太 | 15.8%  |
| 第8話                                                                        | 3月08日       | 最終章! 最も危険な任務… 消された証拠を取り戻せ!! | 七高剛   | 16.4%  |
| 最終話                                                                       | 3月15日       | 敵は警視庁40000人 絶対に守る! 命がけの最終任務!! | 常廣丈太 | 17.3%  |
| 平均視聴率 15.2%（視聴率はビデオリサーチ調べ、関東地区・世帯・リアルタイム） |               |                                                  |          |        |

### 第2章
- 2020年6月18日 - 7月30日、全7話。
- 初回・最終話は20分拡大（21時 - 22時14分）。
- 第2話・第6話は10分拡大（21時 - 22時4分）。

| 各話                                                                         | 放送日        | ラテ欄                                                                       | 監督     | 視聴率 |
| ---------------------------------------------------------------------------- | ------------- | ---------------------------------------------------------------------------- | -------- | ------ |
| 第1話                                                                        | 2020年6月18日 | 47歳でフリーに…!? 一人きりの危険な任務 氷点下70度の密室で…凶悪犯の命を守れ!! | 常廣丈太 | 17.0%  |
| 第2話                                                                        | 6月25日       | 最強バディ始動…! 誘拐発生!?盲目の天才ピアニストを守れ!!                      | 常廣丈太 | 14.8%  |
| 第3話                                                                        | 7月02日       | 狙われた女医! 手術までの24時間警護!!                                         | 七高剛   | 14.4%  |
| 第4話                                                                        | 7月09日       | たった2キロの警護!? 37歳無職…同窓会へ                                        | 七高剛   | 14.4%  |
| 第5話                                                                        | 7月16日       | 狙われた美人秘書! 前代未聞…逮捕禁止のストーカー                              | 常廣丈太 | 14.4%  |
| 第6話                                                                        | 7月23日       | 最終章…カレー屋女店主を守れ!! 宿敵の命を守る最後の任務へ                     | 七高剛   | 16.3%  |
| 最終話                                                                       | 7月30日       | 命がけの最終任務! 絶対に守る!! 東京〜静岡〜海外へ…120キロの逃亡劇!           | 常廣丈太 | 16.7%  |
| 平均視聴率 15.6%（視聴率はビデオリサーチ調べ、関東地区・世帯・リアルタイム） |               |                                                                              |          |        |